# هارون هنري
كان آرون هنري (من مواليد 2 يوليو من عام 1922، وتوفي في 19 مايو عام 1997) زعيمًا في حركة الحقوق المدنية، وسياسيًا، ورئيسًا لفرع ولاية ميسيسيبي للجمعية الوطنية للنهوض بالملونين. وكان هنري أحد مؤسسي حزب حرية ميسيسيبي الديموقراطي وحاول شغل مقعد الوفد في المؤتمر الوطني الديموقراطي لعام 1964.

## أولى سنوات حياته
وُلد آرون هنري في مدينة دبلن بولاية ميسيسيبي الأمريكية لإد هنري وماتي هنري اللذان كانا يعملان في الزراعة. عمل هنري خلال فترة مراهقته في مزرعة الأخوة فلاورز التي كانت تقع على بعد عشرين ميلًا شرق مدينة كلاركسديل بمقاطعة كواهوما. أمقت هنري كل ما يتعلق بزراعة القطن بسبب المصاعب التي كان يتسبب بها للأمريكيين الأفارقة العاملين في المزرعة. آمن والدا هنري بضرورة تعليم أبنائهما لتأمين مستقبل جيد لهم. التحق هنري بمدرسة كواهوما الثانوية الزراعية الخاصة بالسود. بعد تخرجه من المدرسة الثانوية، عمل هنري كموظف بدوام مسائي في أحد الفنادق بهدف تأمين الأموال اللازمة لدراسته الجامعية، لكن، انتهى به الأمر بالالتحاق بالخدمة العسكرية. لامس هنري، خلال سنواته الثلاثة التي قضاها في الخدمة العسكرية، العديد من جوانب التمييز العنصري والفصل العنصري، وأدرك مدى انتشارها في البلاد. نقل هنري العديد من الأمثلة المتعلقة بالتمييز العنصري إلى روبرت بن وارن الذي تحدث عنها بدوره في كتابه من ينطق باسم السود؟. في الوقت نفسه، تأكد هنري بأن الفصل العنصري كان متجذرًا في ولايته أكثر من أي ولاية أخرى. فقرر أن يبدأ العمل من أجل تحقيق العدالة والمساواة للأمريكيين السود بمجرد عودته إلى مسقط رأسه بعد انتهاء الحرب. بعد عودته إلى كلاركسديل في عام 1946، شُكلت رابطة الناخبين التقدمية بهدف العمل على تنفيذ قرار المحكمة العليا لعام 1944 المتعلق بإلغاء سيادة البيض. 
بصفته محارب قديم، كان هنري مهتمًا بقرار المجلس التشريعي لولاية ميسيسيبي المتعلق بإعفاء المحاربين العائدين من دفع ضريبة الرؤوس. بموجب قوانين ضريبة الرؤوس، تعيّن على الشخص دفع الضرائب لمدة عامين اثنين قبل إدلائه بصوته في الانتخابات. بناءً على ذلك، حاول هنري تشجيع السكان السود لولاية ميسيسيبي على النزول إلى المحكمة لإضافة أسمائهم على قوائم المنتخبين. مع ذلك، لم يتمكن العديد من المحاربين القدامى، من غير البيض، من إضافة أسمائهم إلى قوائم الانتخاب. قوبل طلب هنري بالتسجيل على قائمة المنتخبين بالرفض، حاله حال الأمريكيين السود الآخرين، إذ طلب كاتب المحكمة من هنري إحضار وثيقة تثبت إعفاءه من دفع ضريبة الرؤوس. رفض كاتب المحكمة في بادئ الأمر تسجيل اسم هنري على قائمة المنتخبين على الرغم من إحضاره للوثيقة المطلوبة، بحجة ضرورة اجتياز عدد من الاختبارات للتأكد من أهليته للتصويت. تمكن هنري أخيرًا من تسجيل اسمه على قوائم المنتخبين بعد أن اطلع على عدة أقسام من الدستور وتمكن من اجتياز عدد من الاختبارات. استغل هنري قانون جي آي، الذي يوفر مزايا تعليمية للمحاربين القدامى المشاركين في الحرب العالمية الثانية، من أجل التسجيل في كلية الصيدلة في جامعة خافيير. بعد حصوله على درجة البكالوريوس في الصيدلة في عام 1950، تزوج هنري نويل مايكل، وافتتح عمله الصيدلاني الخاص. بصفته رجل أعمال في كلاركسديل، انخرط هنري بالأنشطة المحلية والحكومية، ولاسيما تلك المتعلقة بذوي البشرة السمراء كتسجل الناخبين الأمركيين السود. قرر هنري، بعد وقوع حادثة اغتصاب فتاتين من ذوي البشرة السمراء من قبل رجلين أبيضين حُكما بالبراءة في وقت لاحق، تأسيس فرع مدينة كلاركسديل للجمعية الوطنية للنهوض بالملونين. قدم دبليو آي هيغينز، الذي كان مدير مدرسة ثانوية وعضوًا في الجمعية الوطنية للنهوض بالملونين، اقتراح افتتاح الفرع الجديد للجمعية في مدينة كلاركسديل. في عام 1959، انتُخب هنري رئيسًأ لمنظمة ميسيسيبي، وخدم في الجمعية الوطنية للنهوض بالملونين لعدة عقود. أصبح هنري صديقًا مقربًا لمدغار ويلي أيفرز، الذي خدم في منصب الأمين عام للجمعية الوطنية للنهوض بالملونين في عام 1950. في 12 يونيو من عام 1963، اغتيل إيفرز أثناء قيادته لسيارته في مدينة جاكسون بولاية ميسيسيبي، الأمر الذي كان له أثر كبير على هنري.  